# メキシコ関係記事の一覧
メキシコ関係記事の一覧（メキシコかんけいきじのいちらん）は、Wikipediaに収録のメキシコ関係記事の一覧である。
- メキシコ出身の人物についてはメキシコ人の一覧を参照

## あ行
- アステカ
  - アステカ神話
  - アステカ料理
  - 太陽の石（アステカの暦石） - アステカ皇帝アシャヤカトルの時代に造られた石製の暦
- アメリカ州 - 南北アメリカ大陸とその周辺の島嶼・海域。メキシコが含まれる地域
  - 北アメリカ、北アメリカ大陸 - アメリカ州の北部。メキシコが含まれる地域
  - 中央アメリカ - アメリカ州を北・中・南に分けた場合にメキシコが含まれる地域
- アメリカ正教会 - アメリカ合衆国、カナダ、メキシコを管轄する正教会組織
- アメリカン・シクリッド - メキシコなど中南米に生息する熱帯魚
- アレナ・メヒコ - 屋内競技場
- イサパ - マヤ遺跡
- エスタディオ・アステカ - サッカー競技場
- エスタディオ・エクトル・エスピーノ - 野球場
- エスタディオ・エミリオ・イバーラ・アルマーダ - 野球場
- エスタディオ・エルマノス・セルダン - 野球場
- エスタディオ・オリンピコ・ウニベルシタリオ - 多目的スタジアム
- エスタディオ・テオドーロ・マリスカル - 野球場
- エスタディオ・デ・ベイスボル・モンテレイ - 野球場
- エスタディオ・トマス・オロス・ガイタン - 野球場
- エスタディオ・ニド・デ・ロス・アギラス - 野球場
- エスタディオ・フランシスコ・I・マデロ - 野球場
- エスタディオ・フランシスコ・カランサ・リモン - 野球場
- エスタディオ・ヘネラル・アンヘル・フローレス - 野球場
- エスタディオ・ベインテ・デ・ノビエンブレ - 野球場
- エスタディオ・ヘネラル・アンヘル・フローレス - 野球場
- エスタディオ・マヌエル・シクロン・エチェバリア - 野球場
- エスタディオ・レボルシオン - 野球場
- エルマノス・ロドリゲス・サーキット - サーキット
- オルメカ - 紀元前1200年頃から紀元前後にかけてメソアメリカで栄えた文明

## か行
- カリフォルニア湾の島々と自然保護区 - 世界遺産
- カンザス・シティ・サザン・ド・メキシコ - 鉄道輸送
- カンヘル - マヤ神話に登場する竜
- 橄欖の色 - イスラエルとパレスチナを舞台にした映画。監督がメキシコ人
- グアダルーペ (ヌエボ・レオン州) - メキシコ・ヌエボ・レオン州にある都市
  - グアダルーペの聖母 (メキシコ) - 1531年にグアダルーペに出現した聖母
- グルポ・メヒコ - 鉱山企業
- クレメンス・クラウス - オーストリア＝ハンガリー帝国出身の指揮者。1954年、メキシコで演奏会後に急死
- コパ・メヒコ - サッカーのカップ戦
- コヨアカン - メキシコシティの一地区
- コンキスタドール - 15世紀から17世紀にかけてのスペインのアメリカ大陸征服者
  - エルナン・コルテス - スペイン人

## さ行
- サザンプラティフィッシュ - メキシコに生息する熱帯魚
- サッカーメキシコ代表
  - サッカーにおけるアメリカとメキシコのライバル対決
- サンディエゴ - アメリカの都市。米墨戦争前はメキシコに属し、スペイン人神父がカリフォルニアの最初の伝道所を開いた
- 水晶髑髏 - 中南米の考古遺物
- スペインによるアメリカ大陸の植民地化#メキシコと中央アメリカの征服
- セノーテ - ユカタン半島にみられる天然の井戸
- 先コロンブス期#メソアメリカ
- 先住アメリカ人の一覧
- ソウマヤ美術館 - メキシコシティにある美術館
- ソードテール - メキシコに生息する熱帯魚

## た行
- タラスコ族 - メキシコに居住する民族
- チェ・ゲバラ - 南米生まれの革命家。メキシコに亡命
- チクシュルーブ・クレーター - ユカタン半島にある白亜紀の小惑星衝突跡
- チチェン・イッツァ - マヤ文明の遺跡、世界遺産
- ツォルキン - マヤ文明で使われていた暦
- テキーラ - 蒸留酒
  - テキーラ・サンライズ - メキシコ生まれのカクテル
- テスココ湖
- テノチティトラン - アステカの首都
- テルメックス - 通信業者
- テレビサ - テレビ局
- トウガラシ - メキシコが原産国
- トーレ・マヨール - 超高層ビル
- トタティチェ - 自治体
- トラスカラ王国 - かつて存在した都市国家

## な行
- ナワトル語 - ナワ族の言語
- 日墨修好通商条約 - 1888年にメキシコと日本の間で締結された条約
- 日本国との平和条約 - 1951年に日本とメキシコを含む連合国の間で締結された条約
- ヌエバ・エスパーニャ - 16世紀前半から18世紀前半にかけてのスペイン帝国副王領。メキシコを含む
- 野原弘司 - 2008年にメキシコ・シティ国際空港で117日間過ごし話題となった日本人旅行者

## は行
- バハ・カリフォルニア半島 - 地理
  - バハ・カリフォルニア - カリフォルニア湾より西の、バハ・カリフォルニア半島などの地域名
- パルケ・デ・ベイスボル・アルベルト・ロモ・チャベス - 野球場
- パルケ・デ・ベイスボル・ククルカン - 野球場
- バンコ・アステカ - 銀行
- パンドラ (歌手グループ)
- ピニャータ - お祭りで使用される人形
- ビヤ・ゲレロ - 自治体
- フォロ・ソル - 屋外コンサート会場兼野球場
- プリメーラ・ディビシオン (メキシコ) - プロサッカー最上位リーグ
- 米墨戦争
- ペニョーレス - 鉱山企業

## ま行
- マヤ人
- マヤ文明
  - マヤ遺跡一覧
  - マヤ語族
  - マヤ神話
  - マヤ地域
  - マヤパン - ユカタン州にある考古遺跡
- メキシカーナクリック - 格安航空会社
- メキシカーナ航空 - 航空会社
  - メキシカーナ航空940便墜落事故 - 1986年発生の事故
- メキシカン・ヘアレス・ドッグ - メキシコ原産の犬種
- メキシコ
- メキシコ・アミーゴス・ブラック - プロレスユニット
- メキシコウサギ - 哺乳類
- メキシコ宇宙機関 - 行政機関
- メキシコオオカミ - 哺乳類
- メキシコ音楽映像事業者協会 - 非営利団体
- メキシコ海軍艦艇一覧
- メキシコ海兵隊 - 海軍
- メキシコ革命 - 1910年-1920年
- メキシコ合衆国 (19世紀)
- メキシコ割譲地 - 米国の地域
- メキシコカワガメ - 爬虫類
- メキシコ共和国 - 1835年-1846年
- メキシコ銀行 - 中央銀行
- メキシコクジャクガメ - 爬虫類
- メキシコグランプリ - F1選手権レース
- メキシコ軍 - 軍事
- メキシコ高原 - 地理
- メキシコ国鉄 - 交通
- メキシコ国立自治大学
- メキシコ国立天文台
- メキシコゴファーガメ - 爬虫類
- メキシコサッカー連盟
- メキシコサラマンダー - 両生類
- メキシコ地震 - 1985年
- メキシコシティ - 首都
- メキシコシティオリンピック - 1968年
- メキシコ・シティ国際空港
- メキシコシティ地下鉄 - 交通
- メキシコシティ都市圏郊外鉄道 - 交通
- メキシコシティの戦い - 1947年
- メキシコシティ包囲戦 - 1867年
- メキシコシティ・メトロポリタン大聖堂 - キリスト教の教会
- メキシコシティ・レッドデビルズ - プロ野球チーム
- メキシコジムグリガエル - 両生類
- メキシコ出身のメジャーリーグベースボール選手一覧
- メキシコ出兵 - 1861年-1867年
- メキシコ証券取引所
- メキシコ人の一覧
- メキシコ帝国 - 19世紀
  - メキシコ皇帝 - メキシコ帝国元首
  - メキシコ皇后の一覧
  - メキシコ第一帝政 - 1821年-1823年
  - メキシコ第二帝政 - 1864年-1867年
- メキシコドクトカゲ - 爬虫類
- メキシコ独立革命 - 1810年-1821年
- メキシコトビマメ - 植物
- メキシコドル - 貨幣
- メキシコ南部地震 (2012年3月)
- メキシコの映画
- メキシコの音楽チャート - 音楽
- メキシコの河川の一覧
- メキシコのカトリック - キリスト教
- メキシコの関連する戦争一覧
- メキシコの行政機関
- メキシコの国章
- メキシコの国歌
- メキシコの国旗
- メキシコの州 - 地域区分
- メキシコの政党
- メキシコの世界遺産 - 世界遺産
- メキシコの大統領
- メキシコの鉄道 - 交通
- メキシコの洞窟遺跡一覧 - 遺跡
- メキシコの都市の一覧
  - メキシコの大都市圏
- メキシコの文化
- メキシコの祭り - 吹奏楽曲
- メキシコの野鳥一覧
  - メキシコアカボウシインコ - 鳥類
  - メキシコカワガラス - 鳥類
  - メキシコマシコ - 鳥類
- メキシコの領土変遷
  - メキシコ領テキサス
- メキシコの歴史
- メキシコハイイログマ - 哺乳類
- メキシコヒマワリ - 植物
- メキシコフィギュアスケート選手権
- メキシコブナ - 植物
- メキシコプレーリードッグ - 哺乳類
- メキシコ壁画運動 - 美術
- メキシコ・ペソ - 通貨
- メキシコ盆地 - 地理
- メキシコ麻薬戦争 - 治安
- メキシコマンネングサ - 植物
- メキシコ4人組 - 作曲家グループ
- メキシコ料理 - 食文化
- メキシコ連邦区ボクシング・レスリング協会 - プロスポーツ団体
- メキシコ連邦警察 - 警察組織
- メキシコ湾 - 地理
  - メキシコ湾流 - 海流
- メソアメリカ - メキシコと中米にまたがる地域
  - メソアメリカの編年 - メソアメリカの古代文明における考古学的な時代区分
    - 先古典期／形成期 - 原古典期 - 古典期 - 後古典期
- モーレ - 料理
- モリノ・デル・レイの戦い

## や行
- 八木啓代 - 日本やメキシコを中心に活動する歌手
- ユカタン半島 - 地理
- ユカテコ語 - マヤ語族に属する言語
- ヨナルデパズトーリ - 民間信仰にみられる神または悪魔

## ら行
- リーガ・デ・アセンソ - プロサッカーリーグ
- リーガ・メヒカーナ・デ・ベイスボル - プロ野球リーグ
- リーガ・メヒカーナ・デル・パシフィコ - プロ野球ウィンターリーグ
- 累積債務問題 - 20世紀の経済
- ルイス・バラガン邸と仕事場 - 建築家ルイス・バラガンの住宅兼仕事場、世界遺産
- レフ・トロツキー - ソビエト連邦の政治家、革命家、マルクス主義思想家。メキシコに亡命
- ロテリア - 同国に認知されているカードゲームで古い歴史を持つ。元はスペイン帝国によって広められたものだが、ゲーム自体の発祥は15世紀のイタリア王国である

## 記号・英数字
記号
- .mx - 国別コードトップレベルドメイン

数字
- 1986 FIFAワールドカップ - メキシコで開催
  - アステカ (サッカー) - 上記の大会で使用された公式球

A-Z
- Telcel（テルセル） - 移動体通信事業者